# 棟古拉
棟古拉是非洲國家蘇丹的城鎮，由北部省負責管轄，位於尼羅河畔，距離納賽爾水庫約200公里，是一個多元文化的小城市，鎮內有機場設施，2010年人口13,473。

## 外部連結
- "Dongola, Sudan: Climate, Global Warming, and Daylight Charts and Data" （页面存档备份，存于）. Climatecharts.com （页面存档备份，存于）. Accessed September 2010.

19°10′11.37″N 30°28′29.62″E / 19.1698250°N 30.4748944°E